# 鲍勃·哈里斯
罗伯特·安德森·哈里斯（英語：Robert Anderson Harris，1927年3月16日—），美国NBA联盟前职业篮球运动员。他在1949年的NBA选秀中第1轮第3顺位被韦恩堡活塞选中。